# بطحا
بطحا (به عربی: بطحا) یک منطقهٔ مسکونی در لبنان است که در استان جبل لبنان واقع شده‌است.

## نگارخانه

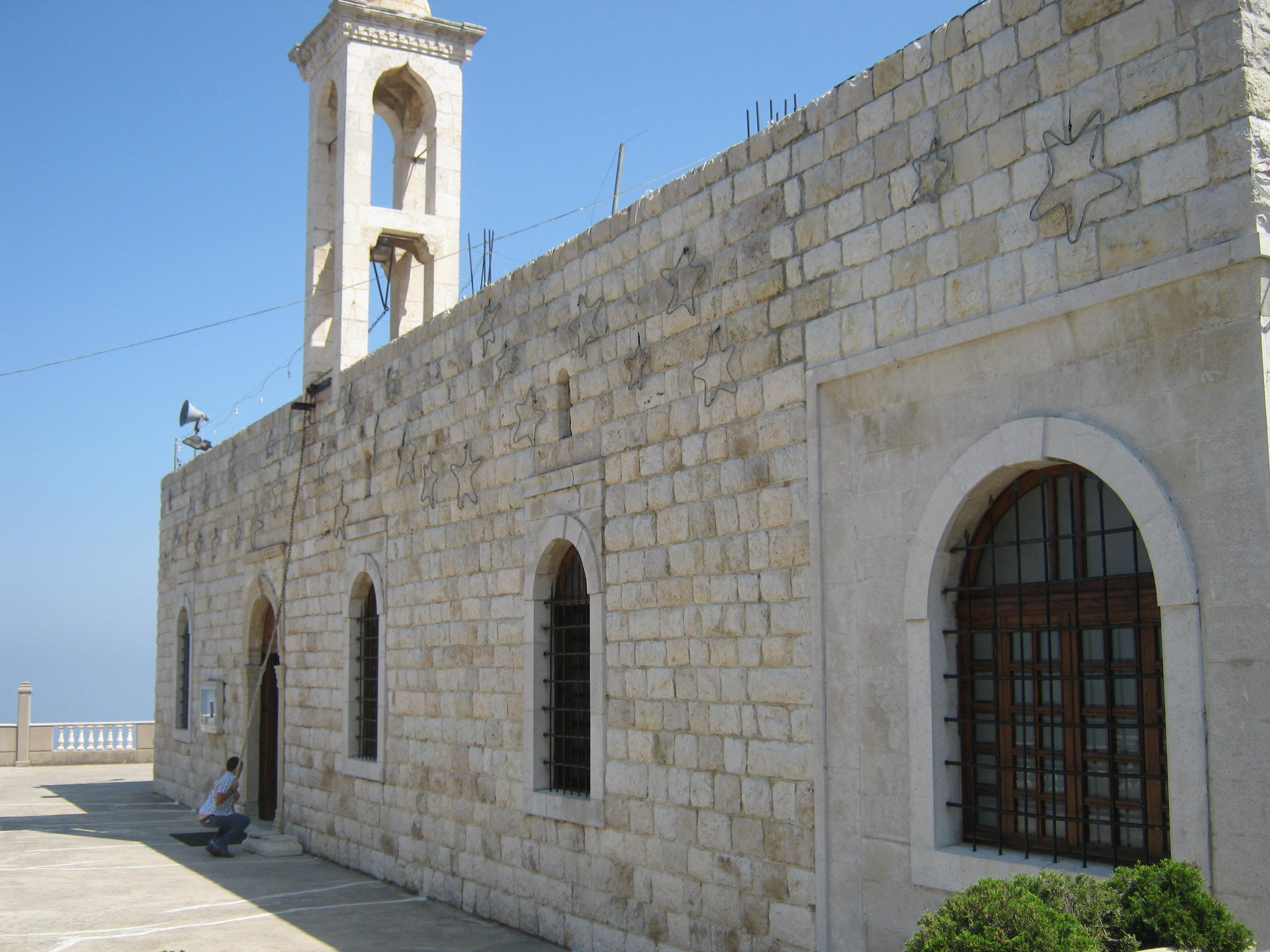
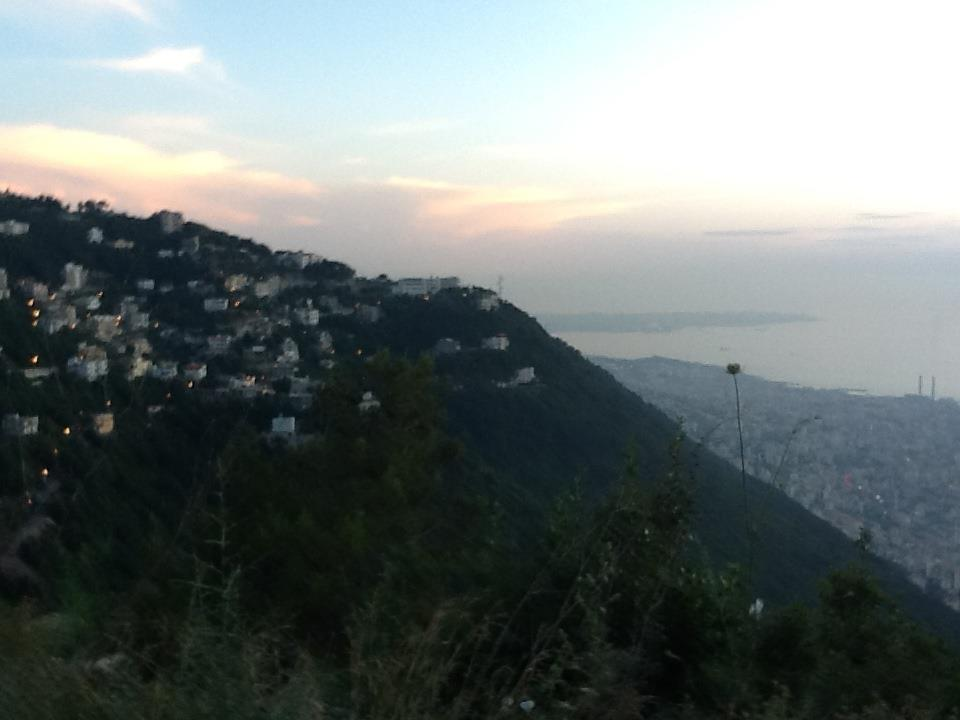